# Van Hoytema (geslacht)
Van Hoytema (ook: Van Hoijtema) is een van oorsprong Friese familie die bestuurders, grietmannen en kunstenaars voortbracht.

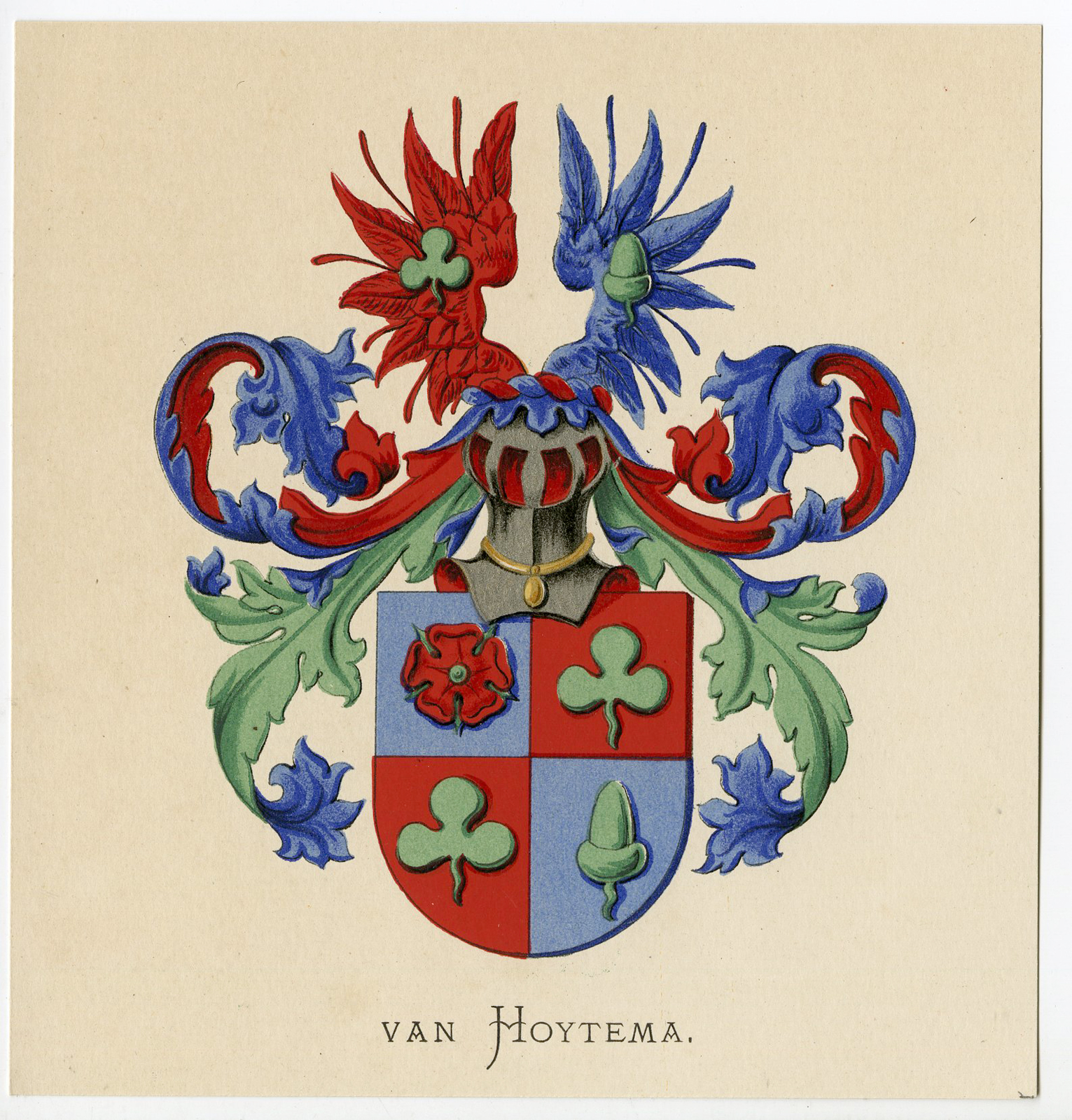
Familiewapen.

## Geschiedenis
De bewezen stamreeks begint met Pier Namnes die in 1620 in Oosterzee woonde. Diens kleinzoon trouwde in 1657 in tweede echt met Goytske Upckes Hoytema, waarna hun zoon de naam van zijn moeder aannam. De generatie daarna nam de geslachtsnaam Van Hoytema aan.
In 1969 werd de familie opgenomen in het genealogische naslagwerk Nederland's Patriciaat .

## Enkele telgen
-- A --
- Mr. Dominicus van Hoytema (1694 - 1773), ontvanger-generaal kwartier van Nijmegen, schepen, raad en burgemeester van Zaltbommel.
  - Mr. Dominicus Namna van Hoytema (1725 - 1796), schepen, richter en schout van Culemborg
  - Jelliana Anna van Hoytema (1731 - 1791); huwde in 1754 met Adriaan Snoeck (1730 - 1801), schepen van Tuil.
    - Mr. Marinus Perpetuus Adrianus Roos van Hoytema (1775 - 1850), secretaris Ministerie van Oorlog, lid Provinciale Staten van Gelderland (Culemborg) en dijkgraaf polderdistrict Culemborg.
      - Johan Cornelis Francois van Hoytema (1807 - 1889), burgemeester van Culemborg.

-- B --
- Dominicus Namna Asbeck van Hoytema (1774 - 1842)
  - Dominicus van Hoytema (1801 - 1871), Secretaris-generaal Departement van Financiën.
    - Theodorus van Hoytema (1863 - 1917), tekenaar, lithograaf en grafisch ontwerper.
    - ir. Johan Frederik van Hoytema (1884 - 1955), hoofdingenieur-adviseur van de gemeente Den Haag

  - Mr. Willem Jacob van Hoytema (1803 - 1874), Advocaat-fiscaal van het Hoog Militair Gerechtshof, lid Provinciale Staten van Utrecht.
    - Mr. Willem Jacob van Hoijtema (1847 - 1886), Secretaris-Generaal van het Hoog Militair Gerechtshof, lid Provinciale Staten van Utrecht, kapitein der artillerie; huwde in 1872 met jkvr. Agatha Antoinetta von Weiler (1850 - 1913).
      - Antoinette Agathe van Hoytema (1875 - 1967), kunstenares.

-- C --
- Hoyte van Hoytema (1971), cinematograaf en director of photography, genomineerd voor een Oscar in de categorie Best Cinematography in 2018 en winnaar van een Oscar in diezelfde categorie in 2024.

## Familiewapen
Wapen: gevierendeeld: I in blauw een rode roos, groen gepunt en geknopt; II en III in rood een groen klaverblad; IV in blauw een groene eikel met de steel omlaag.
Geslachten die opgenomen zijn in het sinds 1910 verschijnende genealogische naslagwerk Nederland's Patriciaat. Lijst volgens opgave van het CBG Centrum voor familiegeschiedenis.
A · B · C · D · E · F · G · H · I · J · K · L · M · N · O · P · Q · R · S · T · U · V · W · Y · Z